# Чемпионат мира по хоккею с шайбой среди юниорских команд 2014
16-й чемпионат мира по хоккею с шайбой среди юниорских команд под эгидой ИИХФ, проходивший с 17 по 27 апреля 2014 года в Лаппеэнранте и Иматре (Финляндия). Сборная США стала чемпионом и завоевала свой восьмой титул, одолев в финале впервые дошедшую до этой стадии сборную Чехии со счётом 5:2. Бронзовую медаль выиграла сборная Канады, победившая в матче за третье место сборную Швеции — 3:1.
Лучшим бомбардиром стал швед Вильям Нюландер, набравший 16 (6+10) очков за результативность. Он же был признан лучшим нападающим турнира. Лучшим вратарём стал игрок сборной Канады Мэйсон Макдональд, а лучшим защитником его партнер по команде Гайдн Флёри.

## Участвующие команды
В чемпионате принимали участие 10 национальных команд — восемь из Европы и две из Северной Америки. Сборная Дании пришла из первого дивизиона, остальные — с прошлого турнира ТОП-дивизиона.
Европа
- Чехия*
- Словакия*
- Финляндия×
- Германия*
- Россия*
- Швеция*
- Дания^
- Швейцария*

Северная Америка
- Канада*
- США*

* = 9 команд автоматически квалифицировались в высший дивизион по итогам чемпионата мира 2013 года
^ = Команда перешла в высший дивизион по итогам первого дивизиона чемпионата мира 2013 года
× = Квалифицировались как хозяева чемпионата 

### Составы команд
5. Россия. Сергей Коробов, Максим Третьяк, Александр Трушков — Алексей Слепцов, Илья Дервук, Дамир Шарипзянов, Александр Микулович, Иван Проворов, Никита Лямкин, Кирилл Щукин, Евгений Назаркин — Евгений Свечников, Иван Николишин, Павел Красковский, Кирилл Пилипенко, Даниил Вовченко, Владислав Каменев, Никита Язьков, Александр Дергачёв, Радель Фазлеев, Семён Афонасьевский, Александр Протапович, Егор Коршков. Главный тренер Павел Баулин.

## Судьи
ИИХФ утвердила 12 главных и 10 линейных судей для обслуживания матчей чемпионата мира по хоккею с шайбой среди юниорских команд 2014 года.
| Главные судьи - Андрис Ансонс - Майкл Хикс - Павел Годек - Микко Каукокари - Ансси Салонен - Даниэль Конц - Джеффри Миллер - Линус Элунд - Гордон Шукис - Тобиас Верли - Кендрик Николсон - Александр Сергеев | Линейные судьи - Рене Йенсен - Сотаро Ямагути - Николай Пономарёв - Дана Пенкивеч - Глеб Лазарев - Яни Песонен - Андреас Мальмьквист - Александр Вальдейер - Мирослав Лготски - Джордан Браун |  |

## Предварительный этап
|  | Команды, выходящие в четвертьфинал      |
|  | Команды, выходящие в утешительный раунд |

### Группа A
| М | Сборная  | И | В | ВО | ПО | П | ШЗ | ШП | РШ  | О  |
| - | -------- | - | - | -- | -- | - | -- | -- | --- | -- |
| 1 | Канада   | 4 | 3 | 0  | 1  | 0 | 12 | 7  | +5  | 10 |
| 2 | Швеция   | 4 | 2 | 1  | 0  | 1 | 20 | 11 | +9  | 8  |
| 3 | Россия   | 4 | 1 | 2  | 1  | 0 | 15 | 11 | +4  | 8  |
| 4 | Словакия | 4 | 1 | 0  | 1  | 2 | 9  | 12 | −3  | 4  |
| 5 | Германия | 4 | 0 | 0  | 0  | 4 | 8  | 23 | −15 | 0  |

### Результаты
Время местное (UTC+3).
| 17 апреля 2014 16:00 | Словакия | 2:3 (OT) (1:1, 1:1, 0:0, 0:1) | Россия | Иматра Арена, Иматра Зрителей: 786 |

| Отчёт                                                                     | Отчёт                    | Отчёт | Отчёт                           | Отчёт                                                                              |
| ------------------------------------------------------------------------- | ------------------------ | --- | ------------------------------- | ---------------------------------------------------------------------------------- |
|                                                                           |                          | |                                 |                                                                                    |
|                                                                           | Адам Гуска — 00:00-60:22 | Вратари | 00:00-60:22 — Александр Трушков | Судьи: Андрис Ансонс Ансси Салонен Линейные судьи: Рене Йенсен Александр Вальдейер |
|                                                                           | Голы:                    | |                                 | Судьи: Андрис Ансонс Ансси Салонен Линейные судьи: Рене Йенсен Александр Вальдейер |
| Патрик Майер (бол.) — 19:08 (М. Палочко) Кристиан Поспишил (мен.) — 36:02 | 0:1 :1 2:1 2:2 2:3       | 15:44 — Евгений Свечников (И. Николишин, Н. Лямкин) 37:20 — Кирилл Пилипенко (бол.) (В. Каменев, Д. Вовченко) 60:22 — Кирилл Пилипенко (бол.) (Д. Вовченко, Н. Лямкин) |                                 | Судьи: Андрис Ансонс Ансси Салонен Линейные судьи: Рене Йенсен Александр Вальдейер |
|                                                                           |                          | |                                 | Судьи: Андрис Ансонс Ансси Салонен Линейные судьи: Рене Йенсен Александр Вальдейер |
|                                                                           |                          | |                                 | Судьи: Андрис Ансонс Ансси Салонен Линейные судьи: Рене Йенсен Александр Вальдейер |
|                                                                           |                          | |                                 | Судьи: Андрис Ансонс Ансси Салонен Линейные судьи: Рене Йенсен Александр Вальдейер |
| 12 мин                                                                    | Штраф                    | 4 мин |                                 | Судьи: Андрис Ансонс Ансси Салонен Линейные судьи: Рене Йенсен Александр Вальдейер |
|                                                                           |                          | |                                 |                                                                                    |
|                                                                           | 17                       | Броски | 36                              |                                                                                    |

| 17 апреля 2014 19:30 | Швеция | 1:3 (0:1, 1:1, 0:1) | Канада | Иматра Арена, Иматра Зрителей: 967 |

| Отчёт                                                            | Отчёт                          | Отчёт                                                                                   | Отчёт                           | Отчёт                                                                           |
| ---------------------------------------------------------------- | ------------------------------ | --------------------------------------------------------------------------------------- | ------------------------------- | ------------------------------------------------------------------------------- |
|                                                                  |                                |                                                                                         |                                 |                                                                                 |
|                                                                  | Линус Сёдерстрём — 00:00-60:00 | Вратари                                                                                 | 00:00-60:00 — Мэйсон Макдональд | Судьи: Микко Каукокари Джеффри Миллер Линейные судьи: Дана Пенкивеч Яни Песонен |
|                                                                  | Голы:                          |                                                                                         |                                 | Судьи: Микко Каукокари Джеффри Миллер Линейные судьи: Дана Пенкивеч Яни Песонен |
| Густав Форслинг (бол.) — 30:57 (Д. Музито Багенда, А. Хольстрём) | 0:1 0:2 1:2 1:3                | 06:45 — Джейк Виртанен (Р. Маккеоун) 21:03 — Джейк Виртанен (бол.) 47:03 — Мэтью Барзал |                                 | Судьи: Микко Каукокари Джеффри Миллер Линейные судьи: Дана Пенкивеч Яни Песонен |
|                                                                  |                                |                                                                                         |                                 | Судьи: Микко Каукокари Джеффри Миллер Линейные судьи: Дана Пенкивеч Яни Песонен |
|                                                                  |                                |                                                                                         |                                 | Судьи: Микко Каукокари Джеффри Миллер Линейные судьи: Дана Пенкивеч Яни Песонен |
|                                                                  |                                |                                                                                         |                                 | Судьи: Микко Каукокари Джеффри Миллер Линейные судьи: Дана Пенкивеч Яни Песонен |
| 26 мин                                                           | Штраф                          | 22 мин                                                                                  |                                 | Судьи: Микко Каукокари Джеффри Миллер Линейные судьи: Дана Пенкивеч Яни Песонен |
|                                                                  |                                |                                                                                         |                                 |                                                                                 |
|                                                                  | 25                             | Броски                                                                                  | 18                              |                                                                                 |

| 18 апреля 2014 16:00 | Германия | 1:4 (1:1, 0:1, 0:2) | Словакия | Иматра Арена, Иматра Зрителей: 968 |

| Отчёт                                 | Отчёт                                                | Отчёт | Отчёт                     | Отчёт                                                                             |
| ------------------------------------- | ---------------------------------------------------- | --- | ------------------------- | --------------------------------------------------------------------------------- |
|                                       |                                                      | |                           |                                                                                   |
|                                       | Флориан Проске — 00:00-58:44 58:54-59:13 59:50-60:00 | Вратари | 00:00-60:00 — Матей Томек | Судьи: Александр Сергеев Тобиас Верли Линейные судьи: Глеб Лазарев Сотаро Ямагути |
|                                       | Голы:                                                | |                           | Судьи: Александр Сергеев Тобиас Верли Линейные судьи: Глеб Лазарев Сотаро Ямагути |
| Мануэль Видерер — 00:32 (М. Каммерер) | 1:0 1:1 1:2 1:3 1:4                                  | 17:50 — Юрай Милы 34:22 — Радован Бондра (Я. Мелишко) 44:38 — Кристиан Ферлетяк (К. Поспишил) 59:50 — Матей Палочко (п.в.) (Ю. Милы) |                           | Судьи: Александр Сергеев Тобиас Верли Линейные судьи: Глеб Лазарев Сотаро Ямагути |
|                                       |                                                      | |                           | Судьи: Александр Сергеев Тобиас Верли Линейные судьи: Глеб Лазарев Сотаро Ямагути |
|                                       |                                                      | |                           | Судьи: Александр Сергеев Тобиас Верли Линейные судьи: Глеб Лазарев Сотаро Ямагути |
|                                       |                                                      | |                           | Судьи: Александр Сергеев Тобиас Верли Линейные судьи: Глеб Лазарев Сотаро Ямагути |
| 6 мин                                 | Штраф                                                | 12 мин |                           | Судьи: Александр Сергеев Тобиас Верли Линейные судьи: Глеб Лазарев Сотаро Ямагути |
|                                       |                                                      | |                           |                                                                                   |
|                                       | 24                                                   | Броски | 18                        |                                                                                   |

| 19 апреля 2014 16:00 | Канада | 5:2 (1:0, 1:2, 3:0) | Германия | Иматра Арена, Иматра Зрителей: 1200 |

| Отчёт | Отчёт                       | Отчёт                                                                                                | Отчёт                          | Отчёт                                                                                    |
| --- | --------------------------- | --- | ------------------------------ | ---------------------------------------------------------------------------------------- |
| |                             | |                                |                                                                                          |
| | Джулио Биллья — 00:00-60:00 | Вратари                                                                                              | 00:00-60:00 — Даниэль Фисингер | Судьи: Павел Годек Ансси Салонен Линейные судьи: Андреас Мальмьквист Александр Вальдейер |
| | Голы:                       | |                                | Судьи: Павел Годек Ансси Салонен Линейные судьи: Андреас Мальмьквист Александр Вальдейер |
| Даниэль Одетт — 06:37 (Дж. Гаврилюк, Б. Томас) Коннер Бликли — 34:29 (К. Бишоп) Райан Гропп — 54:24 (Дж. Виртанен) Трэвис Конекни — 56:18 (Б. Пойнт, Б. Перлини) Джаред Макканн — 59:25 (Дж. Виртанен) | 1:0 1:1 2:1 2:2 3:2 4:2 5:2 | 33:09 — Андреас Эдер (М. Даубнер, Я. Майеншайн) 37:49 — Максимилиан Каммерер (Ш. Лойбль, М. Видерер) |                                | Судьи: Павел Годек Ансси Салонен Линейные судьи: Андреас Мальмьквист Александр Вальдейер |
| |                             | |                                | Судьи: Павел Годек Ансси Салонен Линейные судьи: Андреас Мальмьквист Александр Вальдейер |
| |                             | |                                | Судьи: Павел Годек Ансси Салонен Линейные судьи: Андреас Мальмьквист Александр Вальдейер |
| |                             | |                                | Судьи: Павел Годек Ансси Салонен Линейные судьи: Андреас Мальмьквист Александр Вальдейер |
| 4 мин | Штраф                       | 4 мин                                                                                                |                                | Судьи: Павел Годек Ансси Салонен Линейные судьи: Андреас Мальмьквист Александр Вальдейер |
| |                             | |                                |                                                                                          |
| | 42                          | Броски                                                                                               | 23                             |                                                                                          |

| 19 апреля 2014 19:30 | Россия | 3:4 (Б) (0:2, 0:1, 3:0, 0:0, 0:1) | Швеция | Иматра Арена, Иматра Зрителей: 1200 |

| Отчёт | Отчёт                                                        | Отчёт | Отчёт                          | Отчёт                                                                                |
| --- | ------------------------------------------------------------ | --- | ------------------------------ | ------------------------------------------------------------------------------------ |
| |                                                              | |                                |                                                                                      |
| | Александр Трушков — 00:00-27:25 Максим Третьяк — 27:25-65:00 | Вратари | 00:00-65:00 — Линус Сёдерстрём | Судьи: Кендрик Николсон Тобиас Верли Линейные судьи: Дана Пенкивеч Николай Пономарёв |
| | Голы:                                                        | |                                | Судьи: Кендрик Николсон Тобиас Верли Линейные судьи: Дана Пенкивеч Николай Пономарёв |
| Даниил Вовченко — 42:48 (К. Щукин, Е. Свечников) Алексей Слепцов — 49:02 (П. Красковский) Владислав Каменев (бол.) — 52:05 (Н. Лямкин, Д. Вовченко) | 0:1 0:2 0:3 1:3 2:3 3:3 3:4                                  | 11:19 — Оскар Линдблом (В. Нюландер) 14:46 — Густав Форслинг (бол.) (В. Нюландер) 27:25 — Оскар Линдблом (Г. Форслинг, А. Кемпе) 65:00 — Адриан Кемпе (поб. бул.) |                                | Судьи: Кендрик Николсон Тобиас Верли Линейные судьи: Дана Пенкивеч Николай Пономарёв |
| | Буллиты:                                                     | |                                | Судьи: Кендрик Николсон Тобиас Верли Линейные судьи: Дана Пенкивеч Николай Пономарёв |
| Иван Николишин Даниил Вовченко |                                                              | Адриан Кемпе Вильям Нюландер |                                | Судьи: Кендрик Николсон Тобиас Верли Линейные судьи: Дана Пенкивеч Николай Пономарёв |
| |                                                              | |                                | Судьи: Кендрик Николсон Тобиас Верли Линейные судьи: Дана Пенкивеч Николай Пономарёв |
| 16 мин | Штраф                                                        | 12 мин |                                | Судьи: Кендрик Николсон Тобиас Верли Линейные судьи: Дана Пенкивеч Николай Пономарёв |
| |                                                              | |                                |                                                                                      |
| | 18                                                           | Броски | 30                             |                                                                                      |

| 20 апреля 2014 16:00 | Словакия | 1:2 (1:0, 0:1, 0:1) | Канада | Иматра Арена, Иматра Зрителей: 1083 |

| Отчёт                    | Отчёт                    | Отчёт                                                                                    | Отчёт                           | Отчёт                                                                        |
| ------------------------ | ------------------------ | ---------------------------------------------------------------------------------------- | ------------------------------- | ---------------------------------------------------------------------------- |
|                          |                          |                                                                                          |                                 |                                                                              |
|                          | Адам Гуска — 00:00-59:30 | Вратари                                                                                  | 00:00-60:00 — Мэйсон Макдональд | Судьи: Майкл Хикс Гордон Шукис Линейные судьи: Рене Йенсен Николай Пономарёв |
|                          | Голы:                    |                                                                                          |                                 | Судьи: Майкл Хикс Гордон Шукис Линейные судьи: Рене Йенсен Николай Пономарёв |
| Юрай Милы (мен.) — 12:24 | 1:0 1:1 1:2              | 39:53 — Брендан Перлини (бол.) (Г. Флёри, Т. Санхейм) 53:23 — Брендан Перлини (Б. Пойнт) |                                 | Судьи: Майкл Хикс Гордон Шукис Линейные судьи: Рене Йенсен Николай Пономарёв |
|                          |                          |                                                                                          |                                 | Судьи: Майкл Хикс Гордон Шукис Линейные судьи: Рене Йенсен Николай Пономарёв |
|                          |                          |                                                                                          |                                 | Судьи: Майкл Хикс Гордон Шукис Линейные судьи: Рене Йенсен Николай Пономарёв |
|                          |                          |                                                                                          |                                 | Судьи: Майкл Хикс Гордон Шукис Линейные судьи: Рене Йенсен Николай Пономарёв |
| 18 мин                   | Штраф                    | 12 мин                                                                                   |                                 | Судьи: Майкл Хикс Гордон Шукис Линейные судьи: Рене Йенсен Николай Пономарёв |
|                          |                          |                                                                                          |                                 |                                                                              |
|                          | 22                       | Броски                                                                                   | 25                              |                                                                              |

| 21 апреля 2014 16:00 | Россия | 5:2 (3:2, 0:0, 2:0) | Германия | Иматра Арена, Иматра Зрителей: 1183 |

| Отчёт | Отчёт                                                        | Отчёт                                                                                   | Отчёт                        | Отчёт                                                                                 |
| --- | ------------------------------------------------------------ | --------------------------------------------------------------------------------------- | ---------------------------- | ------------------------------------------------------------------------------------- |
| |                                                              |                                                                                         |                              |                                                                                       |
| | Максим Третьяк — 00:00-15:36 Александр Трушков — 15:36-60:00 | Вратари                                                                                 | 00:00-60:00 — Флориан Проске | Судьи: Микко Каукокари Даниэль Конц Линейные судьи: Андреас Мальмьквист Дана Пенкивеч |
| | Голы:                                                        |                                                                                         |                              | Судьи: Микко Каукокари Даниэль Конц Линейные судьи: Андреас Мальмьквист Дана Пенкивеч |
| Евгений Свечников (бол.) — 08:14 (В. Каменев, Н. Лямкин) Александр Протапович — 09:22 (И. Николишин, Е. Свечников) Кирилл Пилипенко (бол.) — 15:59 (Н. Лямкин, В. Каменев) Иван Николишин — 45:44 (А. Протапович, Е. Свечников) Евгений Свечников (бол.) — 48:32 (И. Николишин, А. Слепцов) | 1:0 2:0 2:1 2:2 3:2 4:2 5:2                                  | 13:29 — Штефан Лойбль (бол.) 14:27 — Максимилиан Каммерер (бол.) (К. Виссманн, А. Эдер) |                              | Судьи: Микко Каукокари Даниэль Конц Линейные судьи: Андреас Мальмьквист Дана Пенкивеч |
| |                                                              |                                                                                         |                              | Судьи: Микко Каукокари Даниэль Конц Линейные судьи: Андреас Мальмьквист Дана Пенкивеч |
| |                                                              |                                                                                         |                              | Судьи: Микко Каукокари Даниэль Конц Линейные судьи: Андреас Мальмьквист Дана Пенкивеч |
| |                                                              |                                                                                         |                              | Судьи: Микко Каукокари Даниэль Конц Линейные судьи: Андреас Мальмьквист Дана Пенкивеч |
| 22 мин | Штраф                                                        | 14 мин                                                                                  |                              | Судьи: Микко Каукокари Даниэль Конц Линейные судьи: Андреас Мальмьквист Дана Пенкивеч |
| |                                                              |                                                                                         |                              |                                                                                       |
| | 35                                                           | Броски                                                                                  | 29                           |                                                                                       |

| 21 апреля 2014 19:30 | Швеция | 6:2 (1:0, 3:1, 2:1) | Словакия | Иматра Арена, Иматра Зрителей: 1200 |

| Отчёт | Отчёт                           | Отчёт                                               | Отчёт                     | Отчёт                                                                       |
| --- | ------------------------------- | --------------------------------------------------- | ------------------------- | --------------------------------------------------------------------------- |
| |                                 |                                                     |                           |                                                                             |
| | Линус Сёдерстрём — 00:00-60:00  | Вратари                                             | 00:00-60:00 — Матей Томек | Судьи: Павел Годек Ансси Салонен Линейные судьи: Яни Песонен Сотаро Ямагути |
| | Голы:                           |                                                     |                           | Судьи: Павел Годек Ансси Салонен Линейные судьи: Яни Песонен Сотаро Ямагути |
| Густав Форслинг (бол.) — 08:14 (В. Нюландер, А. Кемпе) Вильям Нюландер — 25:44 (А. Хольстрём) Вильям Нюландер (бол.) — 28:57 (А. Кемпе) Адам Оллас Маттссон — 36:12 (А. Хольмстрём, В. Нюландер) Хенрик Тёрнквист (мен.) — 41:13 (Р. Андерссон) Вильям Нюландер (бол.) — 54:29 (А. Кемпе, А. Хольмстрём) | 1:0 2:0 2:1 3:1 4:1 5:1 5:2 6:2 | 26:57 — Кристиан Ярош (М. Галама) 45:27 — Юрай Милы |                           | Судьи: Павел Годек Ансси Салонен Линейные судьи: Яни Песонен Сотаро Ямагути |
| |                                 |                                                     |                           | Судьи: Павел Годек Ансси Салонен Линейные судьи: Яни Песонен Сотаро Ямагути |
| |                                 |                                                     |                           | Судьи: Павел Годек Ансси Салонен Линейные судьи: Яни Песонен Сотаро Ямагути |
| |                                 |                                                     |                           | Судьи: Павел Годек Ансси Салонен Линейные судьи: Яни Песонен Сотаро Ямагути |
| 12 мин | Штраф                           | 43 мин                                              |                           | Судьи: Павел Годек Ансси Салонен Линейные судьи: Яни Песонен Сотаро Ямагути |
| |                                 |                                                     |                           |                                                                             |
| | 33                              | Броски                                              | 19                        |                                                                             |

| 22 апреля 2014 16:00 | Канада | 2:3 (Б) (0:0, 1:0, 1:2, 0:0, 0:1) | Россия | Иматра Арена, Иматра Зрителей: 1200 |

| Отчёт                                                                                           | Отчёт                           | Отчёт | Отчёт                                    | Отчёт                                                                            |
| ----------------------------------------------------------------------------------------------- | ------------------------------- | --- | ---------------------------------------- | -------------------------------------------------------------------------------- |
|                                                                                                 |                                 | |                                          |                                                                                  |
|                                                                                                 | Мэйсон Макдональд — 00:00-65:00 | Вратари | 00:00-59:14 — Максим Третьяк 59:25-65:00 | Судьи: Андрис Ансонс Джеффри Миллер Линейные судьи: Мирослав Лготски Яни Песонен |
|                                                                                                 | Голы:                           | |                                          | Судьи: Андрис Ансонс Джеффри Миллер Линейные судьи: Мирослав Лготски Яни Песонен |
| Трэвис Конекни — 21:49 (Т. Санхейм, Дж. Хикеттс) Мэтью Барзал — 47:40 (Дж. Макканн, Т. Санхейм) | 1:0 1:1 2:1 2:2 2:3             | 40:27 — Иван Николишин (Р. Фазлеев) 59:25 — Владислав Каменев (бол.) (К. Пилипенко, А. Слепцов) 65:00 — Кирилл Пилипенко (поб. бул.) |                                          | Судьи: Андрис Ансонс Джеффри Миллер Линейные судьи: Мирослав Лготски Яни Песонен |
|                                                                                                 | Буллиты:                        | |                                          | Судьи: Андрис Ансонс Джеффри Миллер Линейные судьи: Мирослав Лготски Яни Песонен |
| Коннер Бликли Джаред Макканн Джейк Виртанен                                                     |                                 | Кирилл Пилипенко Владислав Каменев                                                                                                   |                                          | Судьи: Андрис Ансонс Джеффри Миллер Линейные судьи: Мирослав Лготски Яни Песонен |
|                                                                                                 |                                 | |                                          | Судьи: Андрис Ансонс Джеффри Миллер Линейные судьи: Мирослав Лготски Яни Песонен |
| 10 мин                                                                                          | Штраф                           | 25 мин |                                          | Судьи: Андрис Ансонс Джеффри Миллер Линейные судьи: Мирослав Лготски Яни Песонен |
|                                                                                                 |                                 | |                                          |                                                                                  |
|                                                                                                 | 25                              | Броски | 31                                       |                                                                                  |

| 22 апреля 2014 19:30 | Германия | 3:9 (0:3, 1:4, 2:2) | Швеция | Иматра Арена, Иматра Зрителей: 1200 |

| Отчёт | Отчёт                                                       | Отчёт | Отчёт                        | Отчёт                                                                      |
| --- | ----------------------------------------------------------- | --- | ---------------------------- | -------------------------------------------------------------------------- |
| |                                                             | |                              |                                                                            |
| | Даниэль Фисингер — 00:00-20:00 Флориан Проске — 20:00-60:00 | Вратари | 00:00-60:00 — Маркус Ольссон | Судьи: Майкл Хикс Тобиас Верли Линейные судьи: Джордан Браун Дана Пенкивеч |
| | Голы:                                                       | |                              | Судьи: Майкл Хикс Тобиас Верли Линейные судьи: Джордан Браун Дана Пенкивеч |
| Мануэль Видерер (бол.) — 31:01 (М. Каммерер, К. Виссманн) Максимилиан Каммерер — 41:30 (Ш. Лойбль, К. Конопацки) Мануэль Видерер (бол.) — 44:33 (М. Тодам, К. Виссманн) | 0:1 0:2 0:3 0:4 0:5 1:5 1:6 1:7 2:7 3:7 3:8 3:9             | 07:06 — Аксель Хольмстрём (О. Линдблом, А. Оллас Маттссон) 11:21 — Себастьян Ахо (бол.) (Г. Франзен, К. Росдаль) 14:52 — Оскар Линдблом (В. Нюландер, А. Хольмстрём) 25:04 — Вильям Лагессон (В. Нюландер, А. Хольмстрём) 25:14 — Хенрик Тёрнквист (Я. Форсбакка Карлссон, К. Росдаль) 32:58 — Себастьян Ахо (бол.) (Г. Франзен) 33:53 — Расмус Андерссон (К. Эн, К. Эльгестоль) 45:23 — Густав Форслинг (В. Нюландер, А. Кемпе) 50:30 — Вильям Нюландер (А. Хольмстрём, О. Линдблом) |                              | Судьи: Майкл Хикс Тобиас Верли Линейные судьи: Джордан Браун Дана Пенкивеч |
| |                                                             | |                              | Судьи: Майкл Хикс Тобиас Верли Линейные судьи: Джордан Браун Дана Пенкивеч |
| |                                                             | |                              | Судьи: Майкл Хикс Тобиас Верли Линейные судьи: Джордан Браун Дана Пенкивеч |
| |                                                             | |                              | Судьи: Майкл Хикс Тобиас Верли Линейные судьи: Джордан Браун Дана Пенкивеч |
| 10 мин | Штраф                                                       | 6 мин |                              | Судьи: Майкл Хикс Тобиас Верли Линейные судьи: Джордан Браун Дана Пенкивеч |
| |                                                             | |                              |                                                                            |
| | 21                                                          | Броски | 45                           |                                                                            |

### Группа B
| М | Сборная   | И | В | ВО | ПО | П | ШЗ | ШП | РШ  | О |
| - | --------- | - | - | -- | -- | - | -- | -- | --- | - |
| 1 | США       | 4 | 3 | 0  | 0  | 1 | 16 | 7  | +9  | 9 |
| 2 | Чехия     | 4 | 2 | 1  | 0  | 1 | 17 | 10 | +7  | 8 |
| 3 | Финляндия | 4 | 2 | 0  | 1  | 1 | 14 | 10 | +4  | 7 |
| 4 | Швейцария | 4 | 2 | 0  | 0  | 2 | 10 | 10 | 0   | 6 |
| 5 | Дания     | 4 | 0 | 0  | 0  | 4 | 5  | 25 | −20 | 0 |

### Результаты
Время местное (UTC+3).
| 17 апреля 2014 15:00 | Швейцария | 4:2 (1:2, 0:0, 3:0) | США | Лаппеэнранта Арена, Лаппеэнранта Зрителей: 726 |

| Отчёт | Отчёт                     | Отчёт                                                                                  | Отчёт                           | Отчёт                                                                             |
| --- | ------------------------- | -------------------------------------------------------------------------------------- | ------------------------------- | --------------------------------------------------------------------------------- |
| |                           |                                                                                        |                                 |                                                                                   |
| | Готье Деклу — 00:00-60:00 | Вратари                                                                                | 00:00-59:05 — Алекс Неделькович | Судьи: Майкл Хикс Кендрик Николсон Линейные судьи: Джордан Браун Мирослав Лготски |
| | Голы:                     |                                                                                        |                                 | Судьи: Майкл Хикс Кендрик Николсон Линейные судьи: Джордан Браун Мирослав Лготски |
| Дамьен Риат — 11:55 (Ж. Приве) Кевин Фиала — 40:46 (Д. Мальгин, Н. Род) Денис Мальгин — 56:30 (К. Фиала, Н. Род) Денис Мальгин (п.в.) — 59:49 | 0:1 :1 1:2 :2 3:2 4:2     | 05:13 — Джек Дауэрти (бол.) (Б. Фортунато, C. Милано) 15:42 — Кайл Коннор (Н. Ханифин) |                                 | Судьи: Майкл Хикс Кендрик Николсон Линейные судьи: Джордан Браун Мирослав Лготски |
| |                           |                                                                                        |                                 | Судьи: Майкл Хикс Кендрик Николсон Линейные судьи: Джордан Браун Мирослав Лготски |
| |                           |                                                                                        |                                 | Судьи: Майкл Хикс Кендрик Николсон Линейные судьи: Джордан Браун Мирослав Лготски |
| |                           |                                                                                        |                                 | Судьи: Майкл Хикс Кендрик Николсон Линейные судьи: Джордан Браун Мирослав Лготски |
| 16 мин | Штраф                     | 2 мин                                                                                  |                                 | Судьи: Майкл Хикс Кендрик Николсон Линейные судьи: Джордан Браун Мирослав Лготски |
| |                           |                                                                                        |                                 |                                                                                   |
| | 37                        | Броски                                                                                 | 33                              |                                                                                   |

| 17 апреля 2014 18:30 | Дания | 1:6 (0:3, 1:2, 0:1) | Финляндия | Лаппеэнранта Арена, Лаппеэнранта Зрителей: 1942 |

| Отчёт                              | Отчёт                       | Отчёт | Отчёт                        | Отчёт                                                                           |
| ---------------------------------- | --------------------------- | --- | ---------------------------- | ------------------------------------------------------------------------------- |
|                                    |                             | |                              |                                                                                 |
|                                    | Томас Лилье — 00:00-60:00   | Вратари | 00:00-60:00 — Каапо Кяхкёнен | Судьи: Павел Годек Линус Элунд Линейные судьи: Николай Пономарёв Сотаро Ямагути |
|                                    | Голы:                       | |                              | Судьи: Павел Годек Линус Элунд Линейные судьи: Николай Пономарёв Сотаро Ямагути |
| Йеппе Корсгор — 21:36 (С. Нильсен) | 0:1 0:2 0:3 1:3 1:4 1:5 1:6 | 04:21 — Себастьян Ахо (А. Калапудас) 07:24 — Микко Рантанен (Е. Роухиайнен, Ю. Ламмикко) 08:26 — Микко Рантанен (бол.) (Ю. Ламмикко, С. Моберг) 24:32 — Себастьян Моберг (бол.) (Ю. Ламмикко) 29:23 — Микко Рантанен (мен.) 51:35 — Каспери Капанен (бол.) (М. Хонканен) |                              | Судьи: Павел Годек Линус Элунд Линейные судьи: Николай Пономарёв Сотаро Ямагути |
|                                    |                             | |                              | Судьи: Павел Годек Линус Элунд Линейные судьи: Николай Пономарёв Сотаро Ямагути |
|                                    |                             | |                              | Судьи: Павел Годек Линус Элунд Линейные судьи: Николай Пономарёв Сотаро Ямагути |
|                                    |                             | |                              | Судьи: Павел Годек Линус Элунд Линейные судьи: Николай Пономарёв Сотаро Ямагути |
| 33 мин                             | Штраф                       | 10 мин |                              | Судьи: Павел Годек Линус Элунд Линейные судьи: Николай Пономарёв Сотаро Ямагути |
|                                    |                             | |                              |                                                                                 |
|                                    | 11                          | Броски | 41                           |                                                                                 |

| 18 апреля 2014 18:30 | Чехия | 9:2 (4:0, 3:0, 2:2) | Дания | Лаппеэнранта Арена, Лаппеэнранта Зрителей: 204 |

| Отчёт | Отчёт                                       | Отчёт                                                                                         | Отчёт                                                   | Отчёт                                                                            |
| --- | ------------------------------------------- | --------------------------------------------------------------------------------------------- | ------------------------------------------------------- | -------------------------------------------------------------------------------- |
| |                                             |                                                                                               |                                                         |                                                                                  |
| | Витек Ванечек — 00:00-60:00                 | Вратари                                                                                       | 00:00-20:00 — Томас Лилье 20:00-60:00 — Матиас Сельдруп | Судьи: Даниэль Конц Гордон Шукис Линейные судьи: Андреас Мальмьквист Яни Песонен |
| | Голы:                                       |                                                                                               |                                                         | Судьи: Даниэль Конц Гордон Шукис Линейные судьи: Андреас Мальмьквист Яни Песонен |
| Якуб Врана (бол.) — 06:51 (Д. Пастрняк, В. Карабачек) Михаэль Шпачек — 10:44 (Я. Зборжиль, П. Заха) Павел Заха — 13:00 (В. Карабачек, М. Шпачек) Лукаш Вопелька — 15:11 (Д. Машин) Филип Пырохта — 22:14 (Я. Ордош, И. Чернох) Алекс Рашнер — 31:34 (Л. Вопелька, Я. Врана) Вацлав Карабачек — 35:15 (М. Шпачек, Я. Зборжиль) Якуб Врана — 46:45 (Д. Пастрняк) Вацлав Карабачек — 50:10 (П. Заха, В. Ванечек) | 1:0 2:0 3:0 4:0 5:0 6:0 7:0 7:1 8:1 9:1 9:2 | 42:34 — Александр Труэ (М. Клуссманн, Ф. Хёг-Йёргенсен) 59:28 — Йеппе Корсгор (М. Эскильдсен) |                                                         | Судьи: Даниэль Конц Гордон Шукис Линейные судьи: Андреас Мальмьквист Яни Песонен |
| |                                             |                                                                                               |                                                         | Судьи: Даниэль Конц Гордон Шукис Линейные судьи: Андреас Мальмьквист Яни Песонен |
| |                                             |                                                                                               |                                                         | Судьи: Даниэль Конц Гордон Шукис Линейные судьи: Андреас Мальмьквист Яни Песонен |
| |                                             |                                                                                               |                                                         | Судьи: Даниэль Конц Гордон Шукис Линейные судьи: Андреас Мальмьквист Яни Песонен |
| 2 мин | Штраф                                       | 8 мин                                                                                         |                                                         | Судьи: Даниэль Конц Гордон Шукис Линейные судьи: Андреас Мальмьквист Яни Песонен |
| |                                             |                                                                                               |                                                         |                                                                                  |
| | 52                                          | Броски                                                                                        | 11                                                      |                                                                                  |

| 19 апреля 2014 15:00 | США | 3:0 (1:0, 2:0, 0:0) | Чехия | Лаппеэнранта Арена, Лаппеэнранта Зрителей: 2523 |

| Отчёт | Отчёт                           | Отчёт   | Отчёт                       | Отчёт                                                                       |
| --- | ------------------------------- | ------- | --------------------------- | --------------------------------------------------------------------------- |
| |                                 |         |                             |                                                                             |
| | Алекс Неделькович — 00:00-60:00 | Вратари | 00:00-60:00 — Витек Ванечек | Судьи: Андрис Ансонс Линус Элунд Линейные судьи: Джордан Браун Глеб Лазарев |
| | Голы:                           |         |                             | Судьи: Андрис Ансонс Линус Элунд Линейные судьи: Джордан Браун Глеб Лазарев |
| Остон Мэттьюс — 08:17 (Дж. Дауэрти, Б. Фортунато) Сонни Милано — 20:58 (Дж. Айкел, А. Так) Кайл Коннор — 24:27 (Дж. Вегверт, Дж. Гловер) | 1:0 2:0 3:0                     |         |                             | Судьи: Андрис Ансонс Линус Элунд Линейные судьи: Джордан Браун Глеб Лазарев |
| |                                 |         |                             | Судьи: Андрис Ансонс Линус Элунд Линейные судьи: Джордан Браун Глеб Лазарев |
| |                                 |         |                             | Судьи: Андрис Ансонс Линус Элунд Линейные судьи: Джордан Браун Глеб Лазарев |
| |                                 |         |                             | Судьи: Андрис Ансонс Линус Элунд Линейные судьи: Джордан Браун Глеб Лазарев |
| 10 мин | Штраф                           | 6 мин   |                             | Судьи: Андрис Ансонс Линус Элунд Линейные судьи: Джордан Браун Глеб Лазарев |
| |                                 |         |                             |                                                                             |
| | 35                              | Броски  | 24                          |                                                                             |

| 19 апреля 2014 18:30 | Финляндия | 2:1 (1:1, 0:0, 1:0) | Швейцария | Лаппеэнранта Арена, Лаппеэнранта Зрителей: 4133 |

| Отчёт                                                                                 | Отчёт                        | Отчёт                                    | Отчёт                     | Отчёт                                                                              |
| ------------------------------------------------------------------------------------- | ---------------------------- | ---------------------------------------- | ------------------------- | ---------------------------------------------------------------------------------- |
|                                                                                       |                              |                                          |                           |                                                                                    |
|                                                                                       | Каапо Кяхкёнен — 00:00-60:00 | Вратари                                  | 00:00-58:58 — Готье Деклу | Судьи: Даниэль Конц Александр Сергеев Линейные судьи: Рене Йенсен Мирослав Лготски |
|                                                                                       | Голы:                        |                                          |                           | Судьи: Даниэль Конц Александр Сергеев Линейные судьи: Рене Йенсен Мирослав Лготски |
| Юхо Ламмикко — 04:48 (М. Рантанен) Себастьян Ахо — 49:04 (В. Хоппонен, Е. Роухиайнен) | 1:0 1:1 2:1                  | 10:01 — Денис Мальгин (К. Фиала, Н. Род) |                           | Судьи: Даниэль Конц Александр Сергеев Линейные судьи: Рене Йенсен Мирослав Лготски |
|                                                                                       |                              |                                          |                           | Судьи: Даниэль Конц Александр Сергеев Линейные судьи: Рене Йенсен Мирослав Лготски |
|                                                                                       |                              |                                          |                           | Судьи: Даниэль Конц Александр Сергеев Линейные судьи: Рене Йенсен Мирослав Лготски |
|                                                                                       |                              |                                          |                           | Судьи: Даниэль Конц Александр Сергеев Линейные судьи: Рене Йенсен Мирослав Лготски |
| 14 мин                                                                                | Штраф                        | 6 мин                                    |                           | Судьи: Даниэль Конц Александр Сергеев Линейные судьи: Рене Йенсен Мирослав Лготски |
|                                                                                       |                              |                                          |                           |                                                                                    |
|                                                                                       | 27                           | Броски                                   | 25                        |                                                                                    |

| 20 апреля 2014 18:30 | Дания | 0:7 (0:1, 0:2, 0:4) | США | Лаппеэнранта Арена, Лаппеэнранта Зрителей: 384 |

| Отчёт  | Отчёт                         | Отчёт | Отчёт                  | Отчёт                                                                               |
| ------ | ----------------------------- | --- | ---------------------- | ----------------------------------------------------------------------------------- |
|        |                               | |                        |                                                                                     |
|        | Матиас Сельдруп — 00:00-60:00 | Вратари | 00:00-60:00 — Эд Минни | Судьи: Микко Каукокари Тобиас Верли Линейные судьи: Мирослав Лготски Сотаро Ямагути |
|        | Голы:                         | |                        | Судьи: Микко Каукокари Тобиас Верли Линейные судьи: Мирослав Лготски Сотаро Ямагути |
|        | 0:1 0:2 0:3 0:4 0:5 0:6 0:7   | 10:24 — Сонни Милано (Дж. Айкел) 31:47 — Джаред Фигль (Дж. Вегверт) 36:34 — Джек Айкел (С. Милано, Дж. Гловер) 42:21 — Джек Гловер (Л. Бельпедио, С. Милано) 45:28 — Райан Хичкок (О. Мэттьюс) 52:49 — Джек Айкел (Б. Фортунато, Дж. Дауэрти) 53:05 — Кайл Коннор (Р. Хичкок, Н. Ханифин) |                        | Судьи: Микко Каукокари Тобиас Верли Линейные судьи: Мирослав Лготски Сотаро Ямагути |
|        |                               | |                        | Судьи: Микко Каукокари Тобиас Верли Линейные судьи: Мирослав Лготски Сотаро Ямагути |
|        |                               | |                        | Судьи: Микко Каукокари Тобиас Верли Линейные судьи: Мирослав Лготски Сотаро Ямагути |
|        |                               | |                        | Судьи: Микко Каукокари Тобиас Верли Линейные судьи: Мирослав Лготски Сотаро Ямагути |
| 14 мин | Штраф                         | 6 мин |                        | Судьи: Микко Каукокари Тобиас Верли Линейные судьи: Мирослав Лготски Сотаро Ямагути |
|        |                               | |                        |                                                                                     |
|        | 8                             | Броски | 59                     |                                                                                     |

| 21 апреля 2014 15:00 | Финляндия | 3:4 (Б) (0:0, 1:2, 2:1, 0:0, 0:1) | Чехия | Лаппеэнранта Арена, Лаппеэнранта Зрителей: 3575 |

| Отчёт | Отчёт                        | Отчёт | Отчёт                       | Отчёт                                                                                 |
| --- | ---------------------------- | --- | --------------------------- | ------------------------------------------------------------------------------------- |
| |                              | |                             |                                                                                       |
| | Каапо Кяхкёнен — 00:00-65:00 | Вратари | 00:00-65:00 — Витек Ванечек | Судьи: Джеффри Миллер Кендрик Николсон Линейные судьи: Глеб Лазарев Николай Пономарёв |
| | Голы:                        | |                             | Судьи: Джеффри Миллер Кендрик Николсон Линейные судьи: Глеб Лазарев Николай Пономарёв |
| Антти Калапудас — 23:59 (В. Хоппонен, Я. Парикка) Юхо Ламмикко — 48:20 (М. Рантанен) Сами Нику — 58:48 (А. Калапудас, С. Ахо) | 1:0 1:1 1:2 :2 2:3 :3 3:4    | 32:14 — Якуб Врана (Д. Каше) 32:51 — Иржи Смейкаль (Р. Веселы, А. Рашнер) 56:39 — Вацлав Карабачек (Р. Веселы, А. Рашнер) 65:00 — Якуб Врана (поб. бул.) |                             | Судьи: Джеффри Миллер Кендрик Николсон Линейные судьи: Глеб Лазарев Николай Пономарёв |
| | Буллиты:                     | |                             | Судьи: Джеффри Миллер Кендрик Николсон Линейные судьи: Глеб Лазарев Николай Пономарёв |
| Антти Калапудас Каспери Капанен                                                                                               |                              | Якуб Врана Давид Пастрняк |                             | Судьи: Джеффри Миллер Кендрик Николсон Линейные судьи: Глеб Лазарев Николай Пономарёв |
| |                              | |                             | Судьи: Джеффри Миллер Кендрик Николсон Линейные судьи: Глеб Лазарев Николай Пономарёв |
| 14 мин | Штраф                        | 10 мин |                             | Судьи: Джеффри Миллер Кендрик Николсон Линейные судьи: Глеб Лазарев Николай Пономарёв |
| |                              | |                             |                                                                                       |
| | 32                           | Броски | 37                          |                                                                                       |

| 21 апреля 2014 18:30 | Швейцария | 3:2 (0:0, 2:1, 1:1) | Дания | Лаппеэнранта Арена, Лаппеэнранта Зрителей: 593 |

| Отчёт | Отчёт                     | Отчёт                                                                           | Отчёт                     | Отчёт                                                                              |
| --- | ------------------------- | ------------------------------------------------------------------------------- | ------------------------- | ---------------------------------------------------------------------------------- |
| |                           |                                                                                 |                           |                                                                                    |
| | Готье Деклу — 00:00-60:00 | Вратари                                                                         | 00:00-59:38 — Томас Лилье | Судьи: Андрис Ансонс Линус Элунд Линейные судьи: Джордан Браун Александр Вальдейер |
| | Голы:                     |                                                                                 |                           | Судьи: Андрис Ансонс Линус Элунд Линейные судьи: Джордан Браун Александр Вальдейер |
| Роджер Каррер (бол.) — 30:34 (К. Фиала, Д. Мальгин) Кевин Фиала — 34:23 (Й. Зигенталер, Р. Каррер) Ноа Род — 57:50 (К. Фиала, Д. Мальгин) | 1:0 2:0 2:1 2:2 3:2       | 37:41 — Томас Ольсен (Э. Кристенсен) 55:46 — Кристиан Мириц (бол.) (С. Нильсен) |                           | Судьи: Андрис Ансонс Линус Элунд Линейные судьи: Джордан Браун Александр Вальдейер |
| |                           |                                                                                 |                           | Судьи: Андрис Ансонс Линус Элунд Линейные судьи: Джордан Браун Александр Вальдейер |
| |                           |                                                                                 |                           | Судьи: Андрис Ансонс Линус Элунд Линейные судьи: Джордан Браун Александр Вальдейер |
| |                           |                                                                                 |                           | Судьи: Андрис Ансонс Линус Элунд Линейные судьи: Джордан Браун Александр Вальдейер |
| 6 мин | Штраф                     | 8 мин                                                                           |                           | Судьи: Андрис Ансонс Линус Элунд Линейные судьи: Джордан Браун Александр Вальдейер |
| |                           |                                                                                 |                           |                                                                                    |
| | 46                        | Броски                                                                          | 24                        |                                                                                    |

| 22 апреля 2014 15:00 | Чехия | 4:2 (0:0, 1:0, 3:2) | Швейцария | Лаппеэнранта Арена, Лаппеэнранта Зрителей: 587 |

| Отчёт | Отчёт                       | Отчёт                                                                         | Отчёт                               | Отчёт                                                                              |
| --- | --------------------------- | ----------------------------------------------------------------------------- | ----------------------------------- | ---------------------------------------------------------------------------------- |
| |                             |                                                                               |                                     |                                                                                    |
| | Витек Ванечек — 00:00-60:00 | Вратари                                                                       | 00:00-57:42 — Кевин Фер 59:57-60:00 | Судьи: Даниэль Конц Гордон Шукис Линейные судьи: Дана Пенкивеч Александр Вальдейер |
| | Голы:                       |                                                                               |                                     | Судьи: Даниэль Конц Гордон Шукис Линейные судьи: Дана Пенкивеч Александр Вальдейер |
| Якуб Врана — 26:16 (Д. Машин, Ф. Пырохта) Павел Заха — 41:37 (В. Карабачек, Д. Пастрняк) Павел Заха — 45:33 (Д. Пастрняк) Иржи Смейкаль (п.в.) — 59:57 (Д. Пастрняк) | 1:0 2:0 2:1 3:1 3:2 4:2     | 44:28 — Ноа Род (К. Фиала, Р. Каррер) 52:12 — Кевин Фиала (Р. Каррер, Н. Род) |                                     | Судьи: Даниэль Конц Гордон Шукис Линейные судьи: Дана Пенкивеч Александр Вальдейер |
| |                             |                                                                               |                                     | Судьи: Даниэль Конц Гордон Шукис Линейные судьи: Дана Пенкивеч Александр Вальдейер |
| |                             |                                                                               |                                     | Судьи: Даниэль Конц Гордон Шукис Линейные судьи: Дана Пенкивеч Александр Вальдейер |
| |                             |                                                                               |                                     | Судьи: Даниэль Конц Гордон Шукис Линейные судьи: Дана Пенкивеч Александр Вальдейер |
| 6 мин | Штраф                       | 8 мин                                                                         |                                     | Судьи: Даниэль Конц Гордон Шукис Линейные судьи: Дана Пенкивеч Александр Вальдейер |
| |                             |                                                                               |                                     |                                                                                    |
| | 27                          | Броски                                                                        | 18                                  |                                                                                    |

| 22 апреля 2014 18:30 | США | 4:3 (1:1, 2:2, 1:0) | Финляндия | Лаппеэнранта Арена, Лаппеэнранта Зрителей: 4047 |

| Отчёт | Отчёт                           | Отчёт | Отчёт                        | Отчёт                                                                                 |
| --- | ------------------------------- | --- | ---------------------------- | ------------------------------------------------------------------------------------- |
| |                                 | |                              |                                                                                       |
| | Алекс Неделькович — 00:00-60:00 | Вратари | 00:00-59:42 — Каапо Кяхкёнен | Судьи: Линус Элунд Александр Сергеев Линейные судьи: Глеб Лазарев Андреас Мальмьквист |
| | Голы:                           | |                              | Судьи: Линус Элунд Александр Сергеев Линейные судьи: Глеб Лазарев Андреас Мальмьквист |
| Ноа Ханифин (бол.) — 19:56 Андерс Бьорк — 20:19 (Д. Ларкин) Кайл Коннор — 39:59 (О. Мэттьюс, Н. Ханифин) Джек Айкел — 58:56 (С. Милано) | 0:1 :1 2:1 2:2 2:3 :3 4:3       | 09:54 — Миро Кескитало (Ю. Ламмикко, М. Хонканен) 25:42 — Алекси Саарела (М. Кескитало) 33:53 — Йоэль Кивиранта (К. Капанен) |                              | Судьи: Линус Элунд Александр Сергеев Линейные судьи: Глеб Лазарев Андреас Мальмьквист |
| |                                 | |                              | Судьи: Линус Элунд Александр Сергеев Линейные судьи: Глеб Лазарев Андреас Мальмьквист |
| |                                 | |                              | Судьи: Линус Элунд Александр Сергеев Линейные судьи: Глеб Лазарев Андреас Мальмьквист |
| |                                 | |                              | Судьи: Линус Элунд Александр Сергеев Линейные судьи: Глеб Лазарев Андреас Мальмьквист |
| 2 мин | Штраф                           | 10 мин |                              | Судьи: Линус Элунд Александр Сергеев Линейные судьи: Глеб Лазарев Андреас Мальмьквист |
| |                                 | |                              |                                                                                       |
| | 46                              | Броски | 20                           |                                                                                       |

## Утешительный раунд
Команды выявляли лучшего в серии до двух побед. Сборная Германии одержала победу в первых двух матчах и заняла девятое место. Проигравшая серию сборная Дании занимает на турнире десятое место и переходит в первый дивизион чемпионата мира 2015 года.
Время местное (UTC+3).
| 24 апреля 2014 11:00 | Германия | 3:2 (1:1, 1:1, 1:0) | Дания | Иматра Арена, Иматра Зрителей: 988 |

| Отчёт | Отчёт                        | Отчёт | Отчёт                     | Отчёт                                                                           |
| --- | ---------------------------- | --- | ------------------------- | ------------------------------------------------------------------------------- |
| |                              | |                           |                                                                                 |
| | Флориан Проске — 00:00-60:00 | Вратари | 00:00-59:48 — Томас Лилье | Судьи: Майкл Хикс Павел Годек Линейные судьи: Джордан Браун Александр Вальдейер |
| | Голы:                        | |                           | Судьи: Майкл Хикс Павел Годек Линейные судьи: Джордан Браун Александр Вальдейер |
| Доминик Кольб — 12:21 (А. Эдер, Т. Кирхер) Андреас Эдер (бол.) — 37:43 (Д. Кольб, Т. Кирхер) Штефан Лойбль — 51:20 (М. Видерер, Э. Кваас) | 0:1 :1 1:2 :2 3:2            | 12:04 — Мартин Эскильдсен (Э. Кристенсен, Мор. Йенсен) 31:19 — Маркус Йенсен (бол.) (Т. Ольсен, Э. Грандаль) |                           | Судьи: Майкл Хикс Павел Годек Линейные судьи: Джордан Браун Александр Вальдейер |
| |                              | |                           | Судьи: Майкл Хикс Павел Годек Линейные судьи: Джордан Браун Александр Вальдейер |
| |                              | |                           | Судьи: Майкл Хикс Павел Годек Линейные судьи: Джордан Браун Александр Вальдейер |
| |                              | |                           | Судьи: Майкл Хикс Павел Годек Линейные судьи: Джордан Браун Александр Вальдейер |
| 8 мин | Штраф                        | 4 мин |                           | Судьи: Майкл Хикс Павел Годек Линейные судьи: Джордан Браун Александр Вальдейер |
| |                              | |                           |                                                                                 |
| | 24                           | Броски | 24                        |                                                                                 |

| 25 апреля 2014 16:00 | Дания | 2:3 (OT) (2:0, 0:0, 0:2, 0:1) | Германия | Иматра Арена, Иматра Зрителей: 746 |

| Отчёт | Отчёт                     | Отчёт | Отчёт                        | Отчёт                                                                           |
| --- | ------------------------- | --- | ---------------------------- | ------------------------------------------------------------------------------- |
| |                           | |                              |                                                                                 |
| | Томас Лилье — 00:00-63:55 | Вратари | 00:00-63:55 — Флориан Проске | Судьи: Андрис Ансонс Даниэль Конц Линейные судьи: Глеб Лазарев Мирослав Лготски |
| | Голы:                     | |                              | Судьи: Андрис Ансонс Даниэль Конц Линейные судьи: Глеб Лазарев Мирослав Лготски |
| Кристиан Мириц — 04:41 (К. Йенсен, Мар. Йенсен) Андерс Крогсгор (бол.) — 12:57 (Й. Хольмберг, Э. Грандаль) | 1:0 2:0 2:1 2:2 2:3       | 49:56 — Андреас Эдер (Т. Кирхер, Д. Тринкбергер) 55:40 — Лукаш Козёл (Т. Кирхер, А. Эдер) 63:55 — Якоб Майеншайн (Д. Тринкбергер) |                              | Судьи: Андрис Ансонс Даниэль Конц Линейные судьи: Глеб Лазарев Мирослав Лготски |
| |                           | |                              | Судьи: Андрис Ансонс Даниэль Конц Линейные судьи: Глеб Лазарев Мирослав Лготски |
| |                           | |                              | Судьи: Андрис Ансонс Даниэль Конц Линейные судьи: Глеб Лазарев Мирослав Лготски |
| |                           | |                              | Судьи: Андрис Ансонс Даниэль Конц Линейные судьи: Глеб Лазарев Мирослав Лготски |
| 8 мин | Штраф                     | 4 мин |                              | Судьи: Андрис Ансонс Даниэль Конц Линейные судьи: Глеб Лазарев Мирослав Лготски |
| |                           | |                              |                                                                                 |
| | 10                        | Броски | 33                           |                                                                                 |

## Плей-офф
|  | Четвертьфиналы | Четвертьфиналы | Четвертьфиналы | Четвертьфиналы | Четвертьфиналы | Четвертьфиналы | Четвертьфиналы | Четвертьфиналы | Четвертьфиналы | Четвертьфиналы |        |        | Полуфиналы | Полуфиналы | Полуфиналы | Полуфиналы        | Полуфиналы        | Полуфиналы        | Полуфиналы        | Полуфиналы        | Полуфиналы        | Полуфиналы        |                   |                   | Финал             | Финал  | Финал  | Финал  | Финал  | Финал  | Финал  | Финал  | Финал  | Финал |
|  |                |                |                |                |                |                |                |                |                |                |        |        |            |            |            |                   |                   |                   |                   |                   |                   |                   |                   |                   |                   |        |        |        |        |        |        |        |        |       |
|  | B1             | США            | США            | США            | США            | США            | США            | США            | США            | 6              |        |        |            |            |            |                   |                   |                   |                   |                   |                   |                   |                   |                   |                   |        |        |        |        |        |        |        |        |       |
|  | B1             | США            | США            | США            | США            | США            | США            | США            | США            | 6              |        |        |            |            |            |                   |                   |                   |                   |                   |                   |                   |                   |                   |                   |        |        |        |        |        |        |        |        |       |
|  | A4             | Словакия       | Словакия       | Словакия       | Словакия       | Словакия       | Словакия       | Словакия       | Словакия       | 2              |        |        |            |            |            |                   |                   |                   |                   |                   |                   |                   |                   |                   |                   |        |        |        |        |        |        |        |        |       |
|  | A4             | Словакия       | Словакия       | Словакия       | Словакия       | Словакия       | Словакия       | Словакия       | Словакия       | 2              | WQF1   | США    | США        | США        | США        | США               | США               | США               | США               | 4                 |                   |                   |                   |                   |                   |        |        |        |        |        |        |        |        |       |
|  |                |                |                |                |                |                |                |                |                |                | WQF1   | США    | США        | США        | США        | США               | США               | США               | США               | 4                 |                   |                   |                   |                   |                   |        |        |        |        |        |        |        |        |       |
|  |                |                | WQF2           | Швеция         | Швеция         | Швеция         | Швеция         | Швеция         | Швеция         | Швеция         | Швеция | 1      |            |            |            |                   |                   |                   |                   |                   |                   |                   |                   |                   |                   |        |        |        |        |        |        |        |        |       |
|  | A2             | Швеция         | Швеция         | Швеция         | Швеция         | Швеция         | Швеция         | Швеция         | Швеция         | Швеция         | Швеция | 1      | 10         |            |            |                   |                   |                   |                   |                   |                   |                   |                   |                   |                   |        |        |        |        |        |        |        |        |       |
|  | A2             | Швеция         | Швеция         | Швеция         | Швеция         | Швеция         | Швеция         | Швеция         | Швеция         |                |        |        | 10         |            |            |                   |                   |                   |                   |                   |                   |                   |                   |                   |                   |        |        |        |        |        |        |        |        |       |
|  | B3             | Финляндия      | Финляндия      | Финляндия      | Финляндия      | Финляндия      | Финляндия      | Финляндия      | Финляндия      | 0              |        |        |            |            |            |                   |                   |                   |                   |                   |                   |                   |                   |                   |                   |        |        |        |        |        |        |        |        |       |
|  | B3             | Финляндия      | Финляндия      | Финляндия      | Финляндия      | Финляндия      | Финляндия      | Финляндия      | Финляндия      | 0              |        |        |            |            |            |                   |                   |                   |                   |                   |                   |                   | WSF1              | США               | США               | США    | США    | США    | США    | США    | США    | 5      |        |       |
|  |                |                |                |                |                |                |                |                |                |                |        |        |            |            |            |                   |                   |                   |                   |                   |                   |                   | WSF1              | США               | США               | США    | США    | США    | США    | США    | США    | 5      |        |       |
|  |                |                | WSF2           | Чехия          | Чехия          | Чехия          | Чехия          | Чехия          | Чехия          | Чехия          | Чехия  | 2      |            |            |            |                   |                   |                   |                   |                   |                   |                   |                   |                   |                   |        |        |        |        |        |        |        |        |       |
|  | A1             | Канада         | Канада         | Канада         | Канада         | Канада         | Канада         | Канада         | Канада         | Чехия          | Чехия  | 2      | 3          |            |            |                   |                   |                   |                   |                   |                   |                   |                   |                   |                   |        |        |        |        |        |        |        |        |       |
|  | A1             | Канада         | Канада         | Канада         | Канада         | Канада         | Канада         | Канада         | Канада         |                |        |        | 3          |            |            |                   |                   |                   |                   |                   |                   |                   |                   |                   |                   |        |        |        |        |        |        |        |        |       |
|  | B4             | Швейцария      | Швейцария      | Швейцария      | Швейцария      | Швейцария      | Швейцария      | Швейцария      | Швейцария      | 2              |        |        |            |            |            |                   |                   |                   |                   |                   |                   |                   |                   |                   |                   |        |        |        |        |        |        |        |        |       |
|  | B4             | Швейцария      | Швейцария      | Швейцария      | Швейцария      | Швейцария      | Швейцария      | Швейцария      | Швейцария      | 2              | WQF3   | Канада | Канада     | Канада     | Канада     | Канада            | Канада            | Канада            | Канада            | 3                 |                   |                   |                   |                   |                   |        |        |        |        |        |        |        |        |       |
|  |                |                |                |                |                |                |                |                |                |                | WQF3   | Канада | Канада     | Канада     | Канада     | Канада            | Канада            | Канада            | Канада            | 3                 |                   |                   |                   |                   |                   |        |        |        |        |        |        |        |        |       |
|  |                |                | WQF4           | Чехия          | Чехия          | Чехия          | Чехия          | Чехия          | Чехия          | Чехия          | Чехия  | 4      |            |            |            |                   |                   |                   |                   |                   |                   |                   |                   |                   |                   |        |        |        |        |        |        |        |        |       |
|  | B2             | Чехия          | Чехия          | Чехия          | Чехия          | Чехия          | Чехия          | Чехия          | Чехия          | Чехия          | Чехия  | 4      | 3          |            |            | Матч за 3-е место | Матч за 3-е место | Матч за 3-е место | Матч за 3-е место | Матч за 3-е место | Матч за 3-е место | Матч за 3-е место | Матч за 3-е место | Матч за 3-е место | Матч за 3-е место |        |        |        |        |        |        |        |        |       |
|  | B2             | Чехия          | Чехия          | Чехия          | Чехия          | Чехия          | Чехия          | Чехия          | Чехия          |                |        |        | 3          |            |            | Матч за 3-е место | Матч за 3-е место | Матч за 3-е место | Матч за 3-е место | Матч за 3-е место | Матч за 3-е место | Матч за 3-е место | Матч за 3-е место | Матч за 3-е место | Матч за 3-е место |        |        |        |        |        |        |        |        |       |
|  | A3             | Россия         | Россия         | Россия         | Россия         | Россия         | Россия         | Россия         | Россия         | 2              |        |        |            |            |            |                   |                   |                   |                   |                   |                   |                   |                   |                   |                   |        |        |        |        |        |        |        |        |       |
|  | A3             | Россия         | Россия         | Россия         | Россия         | Россия         | Россия         | Россия         | Россия         | 2              |        |        |            |            |            |                   |                   |                   |                   |                   |                   |                   |                   |                   |                   |        |        |        |        |        |        |        |        |       |
|  |                |                |                |                |                |                |                |                |                |                |        |        |            |            |            |                   |                   |                   |                   |                   |                   |                   |                   |                   | LSF1              | Швеция | Швеция | Швеция | Швеция | Швеция | Швеция | Швеция | Швеция | 1     |
|  |                |                |                |                |                |                |                |                |                |                |        |        |            |            |            |                   |                   |                   |                   |                   |                   |                   |                   |                   | LSF1              | Швеция | Швеция | Швеция | Швеция | Швеция | Швеция | Швеция | Швеция | 1     |
|  |                |                |                |                |                |                |                |                |                |                |        |        |            |            |            |                   |                   |                   |                   |                   |                   |                   |                   |                   | LSF2              | Канада | Канада | Канада | Канада | Канада | Канада | Канада | Канада | 3     |
|  |                |                |                |                |                |                |                |                |                |                |        |        |            |            |            |                   |                   |                   |                   |                   |                   |                   |                   |                   | LSF2              | Канада | Канада | Канада | Канада | Канада | Канада | Канада | Канада | 3     |

### Четвертьфинал
Время местное (UTC+3).
| 24 апреля 2014 13:00 | США | 6:2 (3:0, 1:0, 2:2) | Словакия | Лаппеэнранта Арена, Лаппеэнранта Зрителей: 503 |

| Отчёт | Отчёт                           | Отчёт                                                                                    | Отчёт                                              | Отчёт                                                                                |
| --- | ------------------------------- | ---------------------------------------------------------------------------------------- | -------------------------------------------------- | ------------------------------------------------------------------------------------ |
| |                                 |                                                                                          |                                                    |                                                                                      |
| | Алекс Неделькович — 00:00-60:00 | Вратари                                                                                  | 00:00-20:00 — Матей Томек 20:00-60:00 — Адам Гуска | Судьи: Гордон Шукис Александр Сергеев Линейные судьи: Глеб Лазарев Николай Пономарёв |
| | Голы:                           |                                                                                          |                                                    | Судьи: Гордон Шукис Александр Сергеев Линейные судьи: Глеб Лазарев Николай Пономарёв |
| Джек Айкел — 00:54 (А. Так) Джон Маклеод (бол.) — 03:28 (Дж. Айкел) Андерс Бьорк — 17:08 (Дж. Айкел, С. Милано) Остон Мэттьюс — 24:00 (К. Коннор, Дж. Гловер) Джон Маклеод (бол.) — 48:30 (А. Так) Нолан Стивенс (бол.) — 52:37 (Р. Коллинз) | 1:0 2:0 3:0 4:0 4:1 5:1 6:1 6:2 | 46:17 — Кристиан Ферлетяк (К. Ярош) 55:30 — Марко Галама (бол.) (Л. Грушик, К. Ферлетяк) |                                                    | Судьи: Гордон Шукис Александр Сергеев Линейные судьи: Глеб Лазарев Николай Пономарёв |
| |                                 |                                                                                          |                                                    | Судьи: Гордон Шукис Александр Сергеев Линейные судьи: Глеб Лазарев Николай Пономарёв |
| |                                 |                                                                                          |                                                    | Судьи: Гордон Шукис Александр Сергеев Линейные судьи: Глеб Лазарев Николай Пономарёв |
| |                                 |                                                                                          |                                                    | Судьи: Гордон Шукис Александр Сергеев Линейные судьи: Глеб Лазарев Николай Пономарёв |
| 14 мин | Штраф                           | 16 мин                                                                                   |                                                    | Судьи: Гордон Шукис Александр Сергеев Линейные судьи: Глеб Лазарев Николай Пономарёв |
| |                                 |                                                                                          |                                                    |                                                                                      |
| | 43                              | Броски                                                                                   | 12                                                 |                                                                                      |

| 24 апреля 2014 15:00 | Чехия | 3:2 (OT) (1:0, 0:1, 1:1, 1:0) | Россия | Иматра Арена, Иматра Зрителей: 1116 |

| Отчёт | Отчёт                       | Отчёт | Отчёт                        | Отчёт                                                                         |
| --- | --------------------------- | --- | ---------------------------- | ----------------------------------------------------------------------------- |
| |                             | |                              |                                                                               |
| | Витек Ванечек — 00:00-65:55 | Вратари | 00:00-65:55 — Максим Третьяк | Судьи: Микко Каукокари Тобиас Верли Линейные судьи: Дана Пенкивеч Яни Песонен |
| | Голы:                       | |                              | Судьи: Микко Каукокари Тобиас Верли Линейные судьи: Дана Пенкивеч Яни Песонен |
| Якуб Врана — 18:53 (О. Миклиш, Д. Каше) Давид Каше — 47:17 (А. Рашнер, М. Шпачек) Якуб Врана — 65:55 (Ф. Пырохта, Д. Машин) | 1:0 1:1 2:1 2:2 3:2         | 32:35 — Егор Коршков (бол.) (К. Пилипенко, В. Каменев) 49:02 — Кирилл Пилипенко (Е. Свечников, В. Каменев) |                              | Судьи: Микко Каукокари Тобиас Верли Линейные судьи: Дана Пенкивеч Яни Песонен |
| |                             | |                              | Судьи: Микко Каукокари Тобиас Верли Линейные судьи: Дана Пенкивеч Яни Песонен |
| |                             | |                              | Судьи: Микко Каукокари Тобиас Верли Линейные судьи: Дана Пенкивеч Яни Песонен |
| |                             | |                              | Судьи: Микко Каукокари Тобиас Верли Линейные судьи: Дана Пенкивеч Яни Песонен |
| 6 мин | Штраф                       | 4 мин |                              | Судьи: Микко Каукокари Тобиас Верли Линейные судьи: Дана Пенкивеч Яни Песонен |
| |                             | |                              |                                                                               |
| | 28                          | Броски | 27                           |                                                                               |

| 24 апреля 2014 17:00 | Швеция | 10:0 (3:0, 2:0, 5:0) | Финляндия | Лаппеэнранта Арена, Лаппеэнранта Зрителей: 3075 |

| Отчёт | Отчёт                                    | Отчёт   | Отчёт                                                        | Отчёт                                                                                  |
| --- | ---------------------------------------- | ------- | ------------------------------------------------------------ | -------------------------------------------------------------------------------------- |
| |                                          |         |                                                              |                                                                                        |
| | Линус Сёдерстрём — 00:00-60:00           | Вратари | 00:00-22:16 — Каапо Кяхкёнен 22:16-60:00 — Йоона Воутилайнен | Судьи: Джеффри Миллер Кендрик Николсон Линейные судьи: Мирослав Лготски Сотаро Ямагути |
| | Голы:                                    |         |                                                              | Судьи: Джеффри Миллер Кендрик Николсон Линейные судьи: Мирослав Лготски Сотаро Ямагути |
| Вильям Нюландер — 00:52 (А. Хольмстрём) Ким Росдаль — 07:36 (Х. Тёрнквист, Я. Форсбакка Карлссон) Вильям Лагессон — 10:43 (К. Эн, К. Эльгестоль) Вильям Лагессон (бол.) — 20:54 Маркус Петтерссон — 22:16 (К. Эн, А. Оттоссон) Расмус Андерссон — 41:43 (Х. Тёрнквист) Кевин Эльгестоль — 45:43 Вильям Нюландер — 45:49 Аксель Хольмстрём (бол.) — 52:22 (О. Линдблом, В. Нюландер) Аксель Хольмстрём — 54:25 (В. Нюландер, А. Оллас Маттссон) | 1:0 2:0 3:0 4:0 5:0 6:0 7:0 8:0 9:0 10:0 |         |                                                              | Судьи: Джеффри Миллер Кендрик Николсон Линейные судьи: Мирослав Лготски Сотаро Ямагути |
| |                                          |         |                                                              | Судьи: Джеффри Миллер Кендрик Николсон Линейные судьи: Мирослав Лготски Сотаро Ямагути |
| |                                          |         |                                                              | Судьи: Джеффри Миллер Кендрик Николсон Линейные судьи: Мирослав Лготски Сотаро Ямагути |
| |                                          |         |                                                              | Судьи: Джеффри Миллер Кендрик Николсон Линейные судьи: Мирослав Лготски Сотаро Ямагути |
| 8 мин | Штраф                                    | 10 мин  |                                                              | Судьи: Джеффри Миллер Кендрик Николсон Линейные судьи: Мирослав Лготски Сотаро Ямагути |
| |                                          |         |                                                              |                                                                                        |
| | 32                                       | Броски  | 24                                                           |                                                                                        |

| 24 апреля 2014 19:00 | Канада | 3:2 (1:1, 1:0, 1:1) | Швейцария | Иматра Арена, Иматра Зрителей: 1116 |

| Отчёт | Отчёт                           | Отчёт                                                                                      | Отчёт                     | Отчёт                                                                            |
| --- | ------------------------------- | ------------------------------------------------------------------------------------------ | ------------------------- | -------------------------------------------------------------------------------- |
| |                                 |                                                                                            |                           |                                                                                  |
| | Мэйсон Макдональд — 00:00-60:00 | Вратари                                                                                    | 00:00-59:30 — Готье Деклу | Судьи: Линус Элунд Ансси Салонен Линейные судьи: Рене Йенсен Андреас Мальмьквист |
| | Голы:                           |                                                                                            |                           | Судьи: Линус Элунд Ансси Салонен Линейные судьи: Рене Йенсен Андреас Мальмьквист |
| Джейк Виртанен (бол.) — 17:28 (Т. Санхейм, Дж. Макканн) Джон Кенневиль — 31:58 (Дж. Гаврилюк, Р. Гропп) Трэвис Конекни — 59:30 (Т. Санхейм) | 0:1 :1 2:1 2:2 3:2              | 07:50 — Доминик Дьем (Р. Фрик, Д. Риат) 55:43 — Кевин Фиала (бол.) (Д. Мальгин, Р. Каррер) |                           | Судьи: Линус Элунд Ансси Салонен Линейные судьи: Рене Йенсен Андреас Мальмьквист |
| |                                 |                                                                                            |                           | Судьи: Линус Элунд Ансси Салонен Линейные судьи: Рене Йенсен Андреас Мальмьквист |
| |                                 |                                                                                            |                           | Судьи: Линус Элунд Ансси Салонен Линейные судьи: Рене Йенсен Андреас Мальмьквист |
| |                                 |                                                                                            |                           | Судьи: Линус Элунд Ансси Салонен Линейные судьи: Рене Йенсен Андреас Мальмьквист |
| 16 мин | Штраф                           | 18 мин                                                                                     |                           | Судьи: Линус Элунд Ансси Салонен Линейные судьи: Рене Йенсен Андреас Мальмьквист |
| |                                 |                                                                                            |                           |                                                                                  |
| | 17                              | Броски                                                                                     | 21                        |                                                                                  |

### Полуфинал
Время местное (UTC+3).
| 26 апреля 2014 15:00 | США | 4:1 (1:1, 1:0, 2:0) | Швеция | Лаппеэнранта Арена, Лаппеэнранта Зрителей: 2038 |

| Отчёт | Отчёт                           | Отчёт                                          | Отчёт                                      | Отчёт                                                                                |
| --- | ------------------------------- | ---------------------------------------------- | ------------------------------------------ | ------------------------------------------------------------------------------------ |
| |                                 |                                                |                                            |                                                                                      |
| | Алекс Неделькович — 00:00-60:00 | Вратари                                        | 00:00-57:58 — Линус Сёдерстрём 59:14-60:00 | Судьи: Кендрик Николсон Александр Сергеев Линейные судьи: Джордан Браун Глеб Лазарев |
| | Голы:                           |                                                |                                            | Судьи: Кендрик Николсон Александр Сергеев Линейные судьи: Джордан Браун Глеб Лазарев |
| Остон Мэттьюс — 03:11 (К. Коннор) Райан Хичкок — 27:47 (Н. Ханифин) Дилан Ларкин — 48:38 (Р. Хичкок) Джек Айкел (п.в.) — 59:14 (Д. Ларкин) | 0:1 :1 2:1 3:1 4:1              | 02:39 — Густаф Франзен (В. Нюландер, А. Кемпе) |                                            | Судьи: Кендрик Николсон Александр Сергеев Линейные судьи: Джордан Браун Глеб Лазарев |
| |                                 |                                                |                                            | Судьи: Кендрик Николсон Александр Сергеев Линейные судьи: Джордан Браун Глеб Лазарев |
| |                                 |                                                |                                            | Судьи: Кендрик Николсон Александр Сергеев Линейные судьи: Джордан Браун Глеб Лазарев |
| |                                 |                                                |                                            | Судьи: Кендрик Николсон Александр Сергеев Линейные судьи: Джордан Браун Глеб Лазарев |
| 14 мин | Штраф                           | 6 мин                                          |                                            | Судьи: Кендрик Николсон Александр Сергеев Линейные судьи: Джордан Браун Глеб Лазарев |
| |                                 |                                                |                                            |                                                                                      |
| | 34                              | Броски                                         | 20                                         |                                                                                      |

| 26 апреля 2014 19:00 | Канада | 3:4 (OT) (0:1, 1:2, 2:0, 0:1) | Чехия | Лаппеэнранта Арена, Лаппеэнранта Зрителей: 1603 |

| Отчёт | Отчёт                           | Отчёт | Отчёт                       | Отчёт                                                                                 |
| --- | ------------------------------- | --- | --------------------------- | ------------------------------------------------------------------------------------- |
| |                                 | |                             |                                                                                       |
| | Мэйсон Макдональд — 00:00-66:17 | Вратари | 00:00-66:17 — Витек Ванечек | Судьи: Микко Каукокари Тобиас Верли Линейные судьи: Андреас Мальмьквист Дана Пенкивеч |
| | Голы:                           | |                             | Судьи: Микко Каукокари Тобиас Верли Линейные судьи: Андреас Мальмьквист Дана Пенкивеч |
| Мэтью Барзал (бол.) — 34:51 (Д. Одетт, Дж. Кенневиль) Джо Хикеттс — 45:02 (К. Бликли) Даниэль Одетт — 52:21 (М. Барзал) | 0:1 0:2 0:3 1:3 2:3 3:3 3:4     | 01:15 — Михаэль Шпачек (Я. Врана) 27:37 — Якуб Врана (М. Шпачек, Я. Зборжиль) 32:57 — Иржи Смейкаль (Р. Веселы) 66:17 — Давид Каше |                             | Судьи: Микко Каукокари Тобиас Верли Линейные судьи: Андреас Мальмьквист Дана Пенкивеч |
| |                                 | |                             | Судьи: Микко Каукокари Тобиас Верли Линейные судьи: Андреас Мальмьквист Дана Пенкивеч |
| |                                 | |                             | Судьи: Микко Каукокари Тобиас Верли Линейные судьи: Андреас Мальмьквист Дана Пенкивеч |
| |                                 | |                             | Судьи: Микко Каукокари Тобиас Верли Линейные судьи: Андреас Мальмьквист Дана Пенкивеч |
| 4 мин | Штраф                           | 6 мин |                             | Судьи: Микко Каукокари Тобиас Верли Линейные судьи: Андреас Мальмьквист Дана Пенкивеч |
| |                                 | |                             |                                                                                       |
| | 30                              | Броски | 33                          |                                                                                       |

### Матч за 3-е место
Время местное (UTC+3).
| 27 апреля 2014 15:00 | Канада | 3:1 (1:1, 0:1, 0:1) | Швеция | Лаппеэнранта Арена, Лаппеэнранта Зрителей: 3251 |

| Отчёт | Отчёт                           | Отчёт                           | Отчёт                                      | Отчёт                                                                               |
| --- | ------------------------------- | ------------------------------- | ------------------------------------------ | ----------------------------------------------------------------------------------- |
| |                                 |                                 |                                            |                                                                                     |
| | Мэйсон Макдональд — 00:00-60:00 | Вратари                         | 00:00-57:21 — Линус Сёдерстрём 59:53-60:00 | Судьи: Джеффри Миллер Ансси Салонен Линейные судьи: Мирослав Лготски Сотаро Ямагути |
| | Голы:                           |                                 |                                            | Судьи: Джеффри Миллер Ансси Салонен Линейные судьи: Мирослав Лготски Сотаро Ямагути |
| Брендан Перлини (бол.) — 17:02 (Дж. Виртанен) Лоусон Круз — 31:57 (Т. Конекни, Дж. Хикеттс) Трэвис Конекни — 55:22 (Т. Санхейм, Дж. Хикеттс) | 0:1 :1 2:1 3:1                  | 10:07 — Хенрик Тёрнквист (мен.) |                                            | Судьи: Джеффри Миллер Ансси Салонен Линейные судьи: Мирослав Лготски Сотаро Ямагути |
| |                                 |                                 |                                            | Судьи: Джеффри Миллер Ансси Салонен Линейные судьи: Мирослав Лготски Сотаро Ямагути |
| |                                 |                                 |                                            | Судьи: Джеффри Миллер Ансси Салонен Линейные судьи: Мирослав Лготски Сотаро Ямагути |
| |                                 |                                 |                                            | Судьи: Джеффри Миллер Ансси Салонен Линейные судьи: Мирослав Лготски Сотаро Ямагути |
| 30 мин | Штраф                           | 45 мин                          |                                            | Судьи: Джеффри Миллер Ансси Салонен Линейные судьи: Мирослав Лготски Сотаро Ямагути |
| |                                 |                                 |                                            |                                                                                     |
| | 26                              | Броски                          | 39                                         |                                                                                     |

### Финал
Время местное (UTC+3).
| 27 апреля 2014 19:00 | США | 5:2 (3:1, 2:1, 0:0) | Чехия | Лаппеэнранта Арена, Лаппеэнранта Зрителей: 3338 |

| Отчёт | Отчёт                           | Отчёт                                                                                         | Отчёт                       | Отчёт                                                                               |
| --- | ------------------------------- | --------------------------------------------------------------------------------------------- | --------------------------- | ----------------------------------------------------------------------------------- |
| |                                 |                                                                                               |                             |                                                                                     |
| | Алекс Неделькович — 00:00-60:00 | Вратари                                                                                       | 00:00-60:00 — Витек Ванечек | Судьи: Микко Каукокари Тобиас Верли Линейные судьи: Андреас Мальмьквист Яни Песонен |
| | Голы:                           |                                                                                               |                             | Судьи: Микко Каукокари Тобиас Верли Линейные судьи: Андреас Мальмьквист Яни Песонен |
| Джек Дауэрти — 00:33 (С. Милано, Дж. Айкел) Остон Мэттьюс — 06:55 (К. Коннор, Р. Коллинз) Сонни Милано — 07:41 (Л. Бельпедио, Дж. Маклеод) Дилан Ларкин — 21:13 (С. Милано) Остон Мэттьюс — 26:57 (Б. Фортунато) | 1:0 2:0 3:0 3:1 4:1 5:1 5:2     | 19:26 — Иржи Смейкаль (Р. Веселы, Ф. Хлапик) 33:20 — Давид Каше (бол.) (А. Рашнер, М. Шпачек) |                             | Судьи: Микко Каукокари Тобиас Верли Линейные судьи: Андреас Мальмьквист Яни Песонен |
| |                                 |                                                                                               |                             | Судьи: Микко Каукокари Тобиас Верли Линейные судьи: Андреас Мальмьквист Яни Песонен |
| |                                 |                                                                                               |                             | Судьи: Микко Каукокари Тобиас Верли Линейные судьи: Андреас Мальмьквист Яни Песонен |
| |                                 |                                                                                               |                             | Судьи: Микко Каукокари Тобиас Верли Линейные судьи: Андреас Мальмьквист Яни Песонен |
| 6 мин | Штраф                           | 6 мин                                                                                         |                             | Судьи: Микко Каукокари Тобиас Верли Линейные судьи: Андреас Мальмьквист Яни Песонен |
| |                                 |                                                                                               |                             |                                                                                     |
| | 41                              | Броски                                                                                        | 17                          |                                                                                     |

## Рейтинг и статистика

### Итоговое положение команд
| 1   | США       |
| 2   | Чехия     |
| 3   | Канада    |
| 4.  | Швеция    |
| 5.  | Россия    |
| 6.  | Финляндия |
| 7.  | Швейцария |
| 8.  | Словакия  |
| 9.  | Германия  |
| 10. | Дания     |

| Чемпион мира по хоккею с шайбой среди юниорских команд 2014 |
| США Восьмой титул                                           |

### Лучшие бомбардиры
| Игрок             | И | Г | П  | О  | Штр | +/− |
| ----------------- | - | - | -- | -- | --- | --- |
| Вильям Нюландер   | 7 | 6 | 10 | 16 | 0   | +8  |
| Аксель Хольмстрём | 7 | 3 | 8  | 11 | 4   | +8  |
| Якуб Врана        | 7 | 8 | 2  | 10 | 4   | +3  |
| Джек Айкел        | 7 | 5 | 5  | 10 | 2   | +6  |
| Сонни Милано      | 7 | 3 | 7  | 10 | 4   | +6  |
| Кевин Фиала       | 5 | 4 | 5  | 9  | 8   | +4  |
| Кирилл Пилипенко  | 5 | 5 | 2  | 7  | 0   | 0   |
| Остон Мэттьюс     | 7 | 5 | 2  | 7  | 4   | +7  |
| Кайл Коннор       | 7 | 4 | 3  | 7  | 0   | +8  |
| Денис Мальгин     | 5 | 3 | 4  | 7  | 2   | +4  |
| Евгений Свечников | 5 | 3 | 4  | 7  | 4   | +2  |

Примечание: И = Количество проведённых игр; Г = Голы; П = Голевые передачи; О = Очки; Штр = Штрафное время; +/− = Плюс-минус
По данным: IIHF.com

### Лучшие вратари
В списке вратари, сыгравшие не менее 40 % от всего игрового времени их сборной.
| Игрок             | ВП     | Бр  | ПШ | КН   | %ОБ   | И"0" |
| ----------------- | ------ | --- | -- | ---- | ----- | ---- |
| Мэйсон Макдональд | 371:17 | 171 | 12 | 1.94 | 92.98 | 0    |
| Готье Деклу       | 238:28 | 101 | 9  | 2.26 | 91.09 | 0    |
| Адам Гуска        | 159:52 | 84  | 8  | 3.00 | 90.48 | 0    |
| Алекс Неделькович | 359:05 | 112 | 11 | 1.84 | 90.18 | 1    |
| Максим Третьяк    | 183:55 | 80  | 8  | 2.61 | 90.00 | 0    |

Примечание: ВП = Время на площадке; Бр = Броски по воротам; ПШ = Пропущено шайб; КН = Коэффициент надёжности; %ОБ = Процент отражённых бросков; И"0" = «Сухие игры»
По данным: IIHF.com

### Индивидуальные награды
Лучшие игроки:
- Вратарь:  Мэйсон Макдональд
- Защитник:  Гайдн Флёри
- Нападающий:  Вильям Нюландер